# Neolagenipora collaris
Neolagenipora collaris is een mosdiertjessoort uit de familie van de Escharellidae. De wetenschappelijke naam van de soort is, als Lepralia collaris, voor het eerst geldig gepubliceerd in 1867 door Norman.